# Łódzki Park Kultury Miejskiej

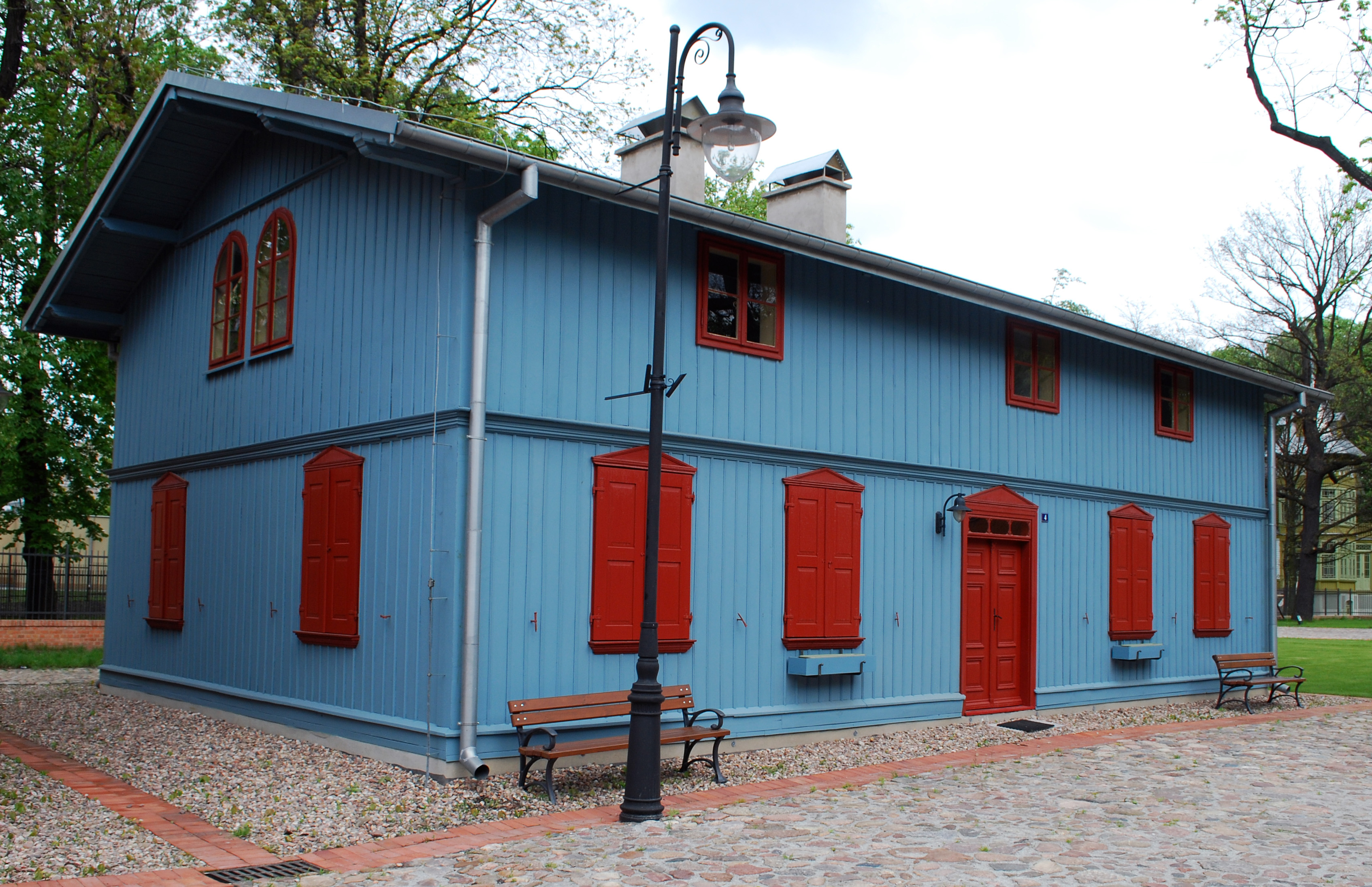
Fragment skansenu

Łódzki Park Kultury Miejskiej (pierwotnie: Skansen Łódzkiej Architektury Drewnianej) – znajduje się przy Centralnym Muzeum Włókiennictwa w Łodzi. Udostępniony zwiedzającym 30 września 2008 roku.

## Historia
Autorami koncepcji architektonicznej są dwie wrocławskie projektantki – Anita Luniak i Teresa Mromlińska. Koszt inwestycji to około 32 mln zł, ponad połowa pochodzi z Europejskiego Funduszu Rozwoju Regionalnego.
Obiekt otrzymał specjalne wyróżnienie w konkursie na najlepiej zagospodarowaną przestrzeń publiczną w województwie łódzkim w 2008 roku, w kategorii nowo wykreowanych przestrzeni publicznych, przyznawane przez Towarzystwo Urbanistów Polskich Oddział w Łodzi.
25 listopada 2012 roku, w Światowym Dniu Pluszowego Misia, na terenie skansenu uroczyście odsłonięto pomnik „Trzy Misie”, szóstą rzeźbą stworzoną w ramach projektu „Łódź Bajkowa”, będącego zestawem niewielkich rzeźb upamiętniających najpopularniejszych bohaterów filmów wyprodukowanych przez Se-ma-for.
W 2015 skansen został uznany za pomnik historii. W 2020 nazwa obiektu została zmieniona na Łódzki Park Kultury Miejskiej.

## Obiekty
Na terenie skansenu znalazł się niemal 200-letni modrzewiowy kościół, willa letniskowa z ulicy Scaleniowej na Rudzie oraz pięć blisko stuletnich domów rzemieślników z ulic Wólczańskiej, Żeromskiego, Kopernika i Mazowieckiej.
W domach można zobaczyć warunki, w jakich mieszkali pracujący we włókiennictwie robotnicy, są też aranżowane pracownia tkacka, krawiecka i haftu maszynowego.
Kościół (wybudowany ok. 1846-52 roku jako zbór protestancki) przeniesiono z Nowosolnej, niegdyś wsi, a dziś części łódzkiej dzielnicy Widzew. Konstrukcja ścian budowli składała się z pojedynczych, drewnianych belek, a szczyt frontowej fasady wieńczy zegar. Choć budynek nie pełni obecnie roli świątyni, to jego wnętrze zachowało sakralny wystrój, oraz możliwe jest wynajęcie go na śluby i chrzciny.
Interesująca jest drewniana poczekalnia Łódzkich Wąskotorowych Elektrycznych Kolei Dojazdowych (tramwaje podmiejskie) z ich zgierskiej krańcówki na placu Jana Kilińskiego z 1901 r.
Pomiędzy domkami wytyczono w skansenie dwie uliczki – główna prowadzi od wschodniego skrzydła Białej Fabryki Geyera w stronę parku im. Reymonta. Wzdłuż niej po obu stronach stoją domki rzemieślników. Przecinająca ją uliczka prowadzi do ulicy Milionowej, drugie wejście znajduje się przy ulicy Piotrkowskiej i prowadzi przez Centralne Muzeum Włókiennictwa.